# Ollarianus tripartitus
Ollarianus tripartitus är en insektsart som beskrevs av Delong 1944. Ollarianus tripartitus ingår i släktet Ollarianus och familjen dvärgstritar. Inga underarter finns listade i Catalogue of Life.